# Cyrtodactylus battalensis
Espèce
Synonymes
- Tenuidactylus battalensis Das, 1994
- Cyrtopodion battalensis Rösler, 2000
- Siwaligekko battalensis Khan, 2003

Cyrtodactylus battalensis est une espèce de geckos de la famille des Gekkonidae.

## Répartition
Cette espèce est endémique du Khyber Pakhtunkhwa au Pakistan.

## Étymologie
Son nom d'espèce, composé de battal et du suffixe latin -ense, « qui vit dans, qui habite », lui a été donné en référence au lieu de sa découverte, le village de Battal.

## Publication originale
- Khan, 1993 : A new angular-toed gecko from Pakistan, with remarks on the taxonomy and a key to the species belonging to genus Cyrtodactylus (Reptilia: Sauria: Geckkonidae). Pakistan Journal of Zoology, vol. 25, n. 1, p. 67-73.